# Penske Racing
Penske Racing je nekdanje ameriško moštvo in konstruktor Formule 1, ki ga je ustanovil Roger Penske in je del Penske Corporation. V prvenstvu sodelovalo med sezonama 1974 in 1976. Edino zmago za moštvo je dosegel John Watson na Veliki nagradi Avstrije v Formula 1 sezona 1976. Moštvo je doseglo tudi šestnajst zmag na dirki Indianapolis 500 in trinajst naslovov prvaka v seriji IndyCar.

## Zmage na dirki Indianapolis 500
- 1972 Mark Donohue
- 1979 Rick Mears
- 1981 Bobby Unser
- 1984 Rick Mears
- 1985 Danny Sullivan
- 1987 Al Unser
- 1988 Rick Mears
- 1991 Rick Mears
- 1993 Emerson Fittipaldi
- 1994 Al Unser, Jr.
- 2001 Hélio Castroneves
- 2002 Hélio Castroneves
- 2003 Gil de Ferran
- 2006 Sam Hornish, Jr.
- 2009 Hélio Castroneves
- 2015 Juan Pablo Montoya

## Popolni rezultati Formule 1

### Rezultati moštva Penske Racing
(legenda) (odebeljene dirke pomenijo najboljši štartni položaj)
| Leto | Šasija                | Motor   | Gume | Dirkača      | 1   | 2   | 3    | 4   | 5   | 6   | 7   | 8   | 9   | 10  | 11  | 12  | 13  | 14  | 15   | 16  | Toč | Prv |
| ---- | --------------------- | ------- | ---- | ------------ | --- | --- | ---- | --- | --- | --- | --- | --- | --- | --- | --- | --- | --- | --- | ---- | --- | --- | --- |
| 1974 | Penske PC1            | Ford V8 | G    |              | ARG | BRA | JAR  | ŠPA | BEL | MON | ŠVE | NIZ | FRA | VB  | NEM | AVT | ITA | KAN | ZDA  |     | 0   | NC  |
| 1974 | Penske PC1            | Ford V8 | G    | Mark Donohue |     |     |      |     |     |     |     |     |     |     |     |     |     | 12  | Ret  |     | 0   | NC  |
| 1975 | Penske PC1 March 751  | Ford V8 | G    |              | ARG | BRA | JAR  | ŠPA | MON | BEL | ŠVE | NIZ | FRA | VB  | NEM | AVT | ITA | ZDA |      |     | 2   | 12. |
| 1975 | Penske PC1 March 751  | Ford V8 | G    | Mark Donohue | 7   | Ret | 8    | Ret | Ret | 11  | 5   | 8   | Ret | 5   | Ret | DNS |     |     |      |     | 2   | 12. |
| 1975 | Penske PC1 March 751  | Ford V8 | G    | John Watson  |     |     |      |     |     |     |     |     |     |     |     |     |     | 9   |      |     | 2   | 12. |
| 1976 | Penske PC3 Penske PC4 | Ford V8 | G    |              | BRA | JAR | ZZDA | ŠPA | BEL | MON | ŠVE | FRA | VB  | NEM | AVT | NIZ | ITA | KAN | VZDA | JAP | 20  | 5.  |
| 1976 | Penske PC3 Penske PC4 | Ford V8 | G    | John Watson  | Ret | 5   | Ret  | Ret | 7   | 10  | Ret | 3   | 3   | 7   | 1   | Ret | 11  | 10  | 6    | Ret | 20  | 5.  |

### Rezultati ostalih moštev z dirkalniki Penske Racinga
(legenda) (odebeljene dirke pomenijo najboljši štartni položaj, poševne pa najhitrejši krog)
| Leto | Moštvo            | Šasija     | Motor   | Gume | Dirkači            | 1   | 2   | 3    | 4    | 5   | 6   | 7   | 8   | 9   | 10  | 11  | 12  | 13  | 14  | 15   | 16  | 17  |
| ---- | ----------------- | ---------- | ------- | ---- | ------------------ | --- | --- | ---- | ---- | --- | --- | --- | --- | --- | --- | --- | --- | --- | --- | ---- | --- | --- |
| 1976 |                   |            |         |      |                    | BRA | JAR | ZZDA | ŠPA  | BEL | MON | ŠVE | FRA | VB  | NEM | AVT | NIZ | ITA | KAN | VZDA | JAP |     |
| 1976 | F&S Properties    | Penske PC3 | Ford V8 | G    | Boy Hayje          |     |     |      |      |     |     |     |     |     |     |     | Ret |     |     |      |     |     |
| 1977 |                   |            |         |      |                    | ARG | BRA | JAR  | ZZDA | ŠPA | MON | BEL | ŠVE | FRA | VB  | NEM | AVT | NIZ | ITA | VZDA | KAN | JAP |
| 1977 | ATS Racing Team   | Penske PC4 | Ford V8 | G    | Jean-Pierre Jarier |     |     |      | 6    | DNQ | 11  | 11  | 8   | Ret | 9   | Ret | 14  | Ret | Ret |      |     |     |
| 1977 | ATS Racing Team   | Penske PC4 | Ford V8 | G    | Hans Binder        |     |     |      |      |     |     |     |     |     |     |     | 12  | 8   | DNQ |      |     |     |
| 1977 | ATS Racing Team   | Penske PC4 | Ford V8 | G    | Hans Heyer         |     |     |      |      |     |     |     |     |     |     | Ret |     |     |     |      |     |     |
| 1977 | Interscope Racing | Penske PC4 | Ford V8 | G    | Danny Ongais       |     |     |      |      |     |     |     |     |     |     |     |     |     |     | Ret  | 7   |     |